# 特里尼蒂 (佛羅里達州)
特里尼蒂（英語：Trinity）是位於美國佛羅里達州帕斯科縣的一個人口普查指定地區。

## 地理
特里尼蒂的座標為28°10′40″N 82°40′16″W / 28.17778°N 82.67111°W，而該地最高點為海拔高度6米（即20英尺）。

## 人口
根據2010年美國人口普查的數據，特里尼蒂的面積為12.20平方千米，當中陸地面積為12.20平方千米，而水域面積為0.00平方千米。當地共有人口4279人，而人口密度為每平方千米350人。